# Таїсія
Таїсія, Таї́са (грец. Θαΐς) — ім'я грецького походження. Значення неясне: можливо, означає «присвячена богині Ісіді». Зменшені форми — Таїсонька, Таїсочка, Тася, Тасенька, Тасечка, Тая, Таєнька, Таєчка, Ася.

## Іменини
- За православним календарем (новий стиль): 23 травня (Таїсія Єгипетська), 21 жовтня (Таїсія Єгипетська Фіваїдська), 4 квітня (мучениця Таїсія).
- За католицьким календарем: 8 жовтня (мучениця Таїсія Александрійська).

## Відомі носійки

### Святі
- Таїсія Єгипетська — християнська свята V століття
- Таїсія Єгипетська Фіваїдська — християнська свята IV століття

### Інші
- Таїсія Литвиненко — народна артистка України
- Таїсія Стан — українська фольклористка і етнографка
- Таїсія Цибульська — українська поетеса
- Таїсія Шутенко — український композиторка і педагогиня